# دادو (افغانستان)
دادو (به لاتین: Dado) یک منطقهٔ مسکونی در افغانستان است که در ولایت غزنی واقع شده‌است. دادو ۲٬۵۲۰ متر بالاتر از سطح دریا واقع شده‌است.